# 안도 나오토
안도 나오토(일본어: 安藤 由翔, 1991년 8월 28일 ~ )는 일본의 축구 선수이다.

## 구단 경력
그는 2013년부터 J리그의 가이나레 돗토리, 레노파 야마구치 FC, 도치기 SC, 기라반츠 기타큐슈, 후지에다 MYFC, 카탈레 도야마에서 뛰었다.